# Tradescantia gypsophila
Tradescantia gypsophila là một loài thực vật có hoa trong họ Commelinaceae. Loài này được B.L.Turner miêu tả khoa học đầu tiên năm 1983.